# 樊城之戰
樊城之戰，又称關羽北伐，是漢末三国时期的一場重要戰役。此役中刘备大将關羽父子被孙权俘杀，刘备治下的部分荊州完全落入孙权手中，刘备與孙权關係破裂，此後發生夷陵之戰。
219年（漢獻帝建安二十四年），劉備已經穩定益州、漢中，荊州守將關羽見時機成熟，遂北伐曹操。關羽首先進攻樊城，樊城守將曹仁急求援軍，魏王曹操先後派出徐晃、張遼、裴潛、呂貢援救曹仁，自己亦親征，不過张辽和曹操未到，樊城之圍已經解除。
因為曹操派人連絡孫權，希望孫權從關羽背後偷襲荊州。由於劉備令关羽驻守的南郡本是孙权让予刘备的要地又位于孙权领地上游，且關羽势力过大令孙权不安，故此孫權接受曹操的意見，聯合討伐關羽，派呂蒙率军过江攻取了荆州。當時關羽剛被徐晃擊敗，意圖撤退，得知大本營南郡已失，唯有退守麥城，最後突圍時被吴将潘璋，马忠擒获后斩杀。

## 背景形勢
208年（建安十三年）赤壁之戰後，劉備取得荊南四郡，關羽受封襄陽太守，但當時襄陽及樊城等要地仍為曹操所有。而劉備向孫權借得南郡江陵（故楚郢都）及公安。孫權曾邀劉備共同進軍益州，劉備托辭拒絕。211年，劉備入蜀時，以關羽總督荊州事。
215年（建安二十年），孫權知道劉備已奪得益州，希望取長沙、零陵、桂陽三郡。劉備卻說：「吾方圖涼州，涼州定，乃盡以荊州相與耳。」雙方一度為此軍事衝突，直到曹操進攻漢中的張魯，威脅蜀地，劉備迅速和孫權協議以湘水平分荊南，武陵及零陵歸劉，長沙及桂陽歸孫。然而雙方關係已趨惡化，孫權曾嘗試聯姻關羽，但關羽拒絕且辱罵使者。
219年（建安二十四年），劉備再進軍漢中，夏侯淵、張郃軍與劉備軍相持不下，而曹操及曹彰的援軍未有幫助，最後曹操無功而還，大班回師，劉備得漢中。稱漢中王，封關羽為前將軍，假節鉞。

## 過程

### 曹仁南征
218年十月之前劉備在漢中之戰的戰果為2敗1平，諸葛亮接受楊洪「若無漢中，則無蜀矣」的意見，立即發兵援救，曹仁也在這段時間屯兵樊城準備南征關羽，但同年十月侯音在宛叛魏，曹仁率軍平叛並於219年正月屠宛，不過219年黃忠在斬殺夏侯淵之後，曹魏陷入被動，曹仁也只好轉為守勢。

### 水淹七軍

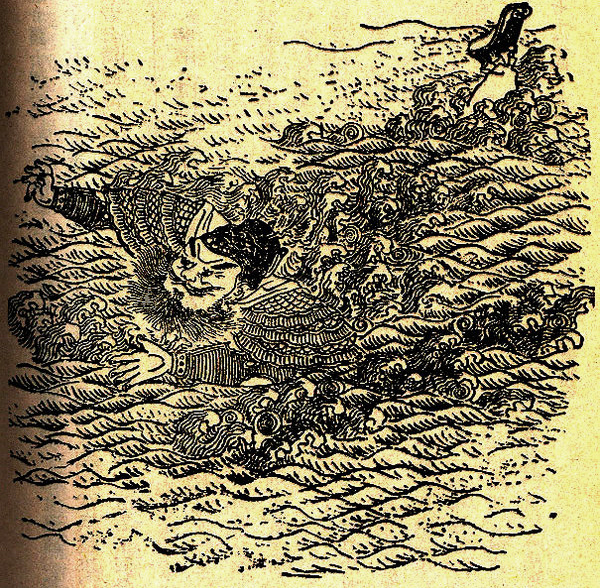
水淹七军，庞德被困于水中

219年七月，關羽率領部隊北伐荊州北部曹魏所屬的樊城，曹操派出大將于禁率領七軍（每一萬二千五百士兵稱作一軍）援救襄樊。八月連綿大雨，漢水暴漲，水高五至六丈，于禁所率領的七軍全為漢水所淹。于禁、龐德上高處迴避。關羽乘機領水軍攻擊于禁、龐德，龐德披甲持弓，向關羽的軍隊射箭，射出的箭箭無虛發，但龐德麾下將軍董衡、董超有意投降，被龐德所處斬。關羽帶兵加緊進攻，而龐德的箭亦射盡。龐德對其部將成何說：「吾聞良將不怯死以苟免，烈士不毀節以求生，今日，我死日也。（我聽說，良將不會怯死而苟且免死，烈士不會詆毀志節而苟活求全，今日就是我死之日子。）」龐德愈戰愈勇，但最後部下僅剩三人，龐德遂乘小船欲逃往曹仁處，但小船入水而沉，被生擒。

### 威震華夏

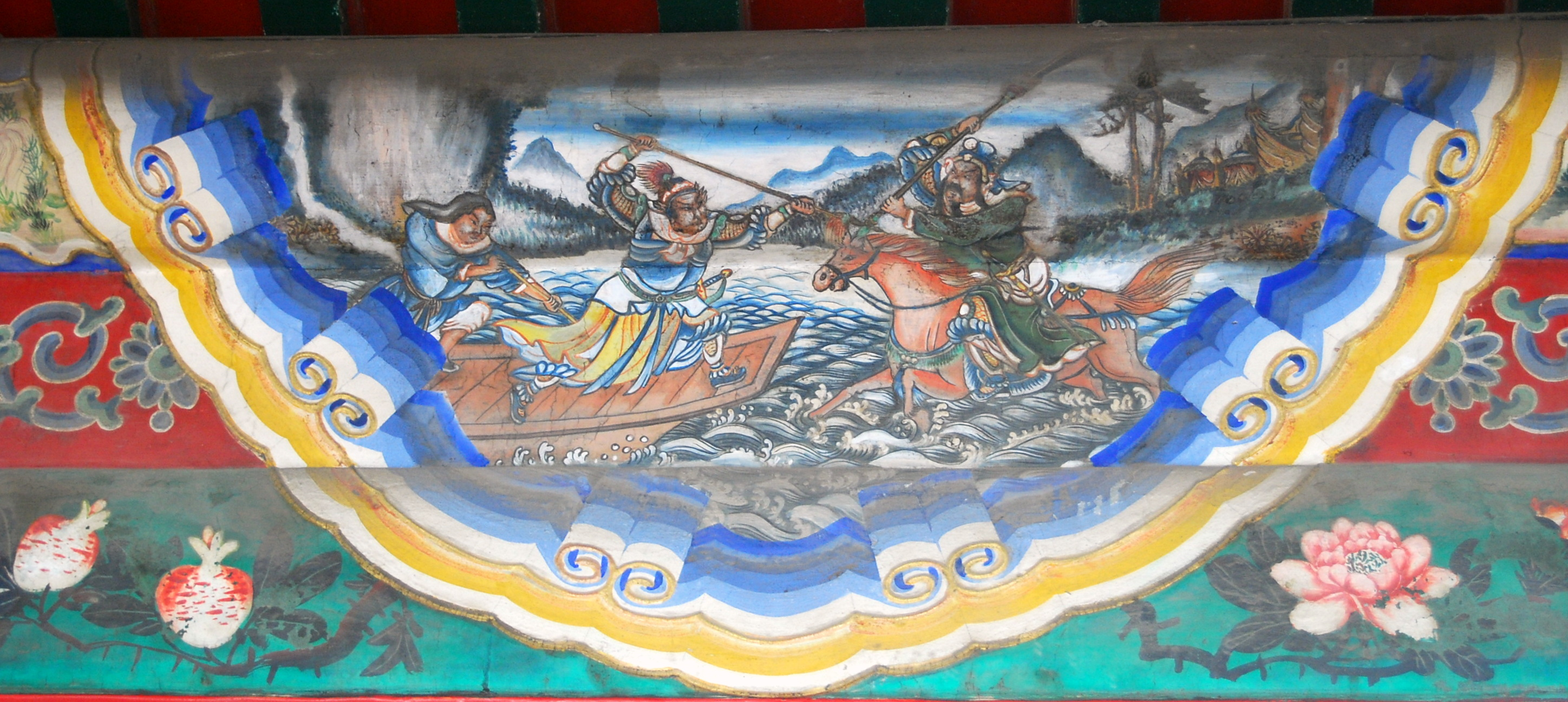
关羽进军汉水

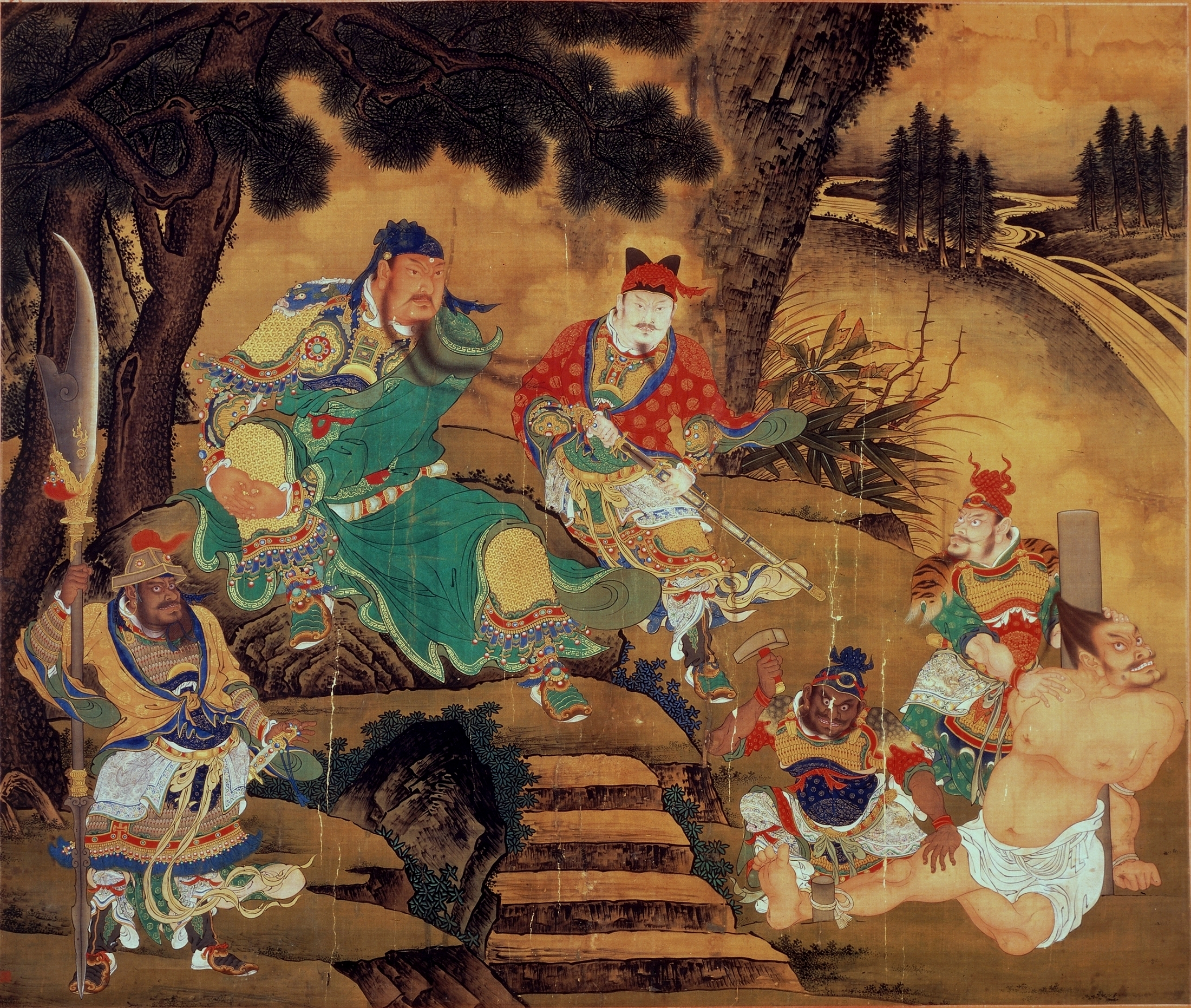
关羽擒获庞德

被俘的于禁投降關羽，關羽亦想勸降龐德，說：「卿兄在漢中，我欲以卿為將，不早降何為？（你堂哥龐柔現在在漢中（归刘备控制），我欲用你為我軍將領，為何不儘早投降？）」龐德寧死不降，並留下一句遺言：「我寧為國家鬼，不為賊將也！」關羽將其處斬。曹操知道兵敗後，歎息說：「吾知于禁三十年，何意臨危處難，反不及龐德邪！（我認識了于禁三十年，為何臨危處難時，于禁反而不及剛投靠魏之龐德！）」關羽取得重大勝利，獲于禁降兵三萬，附近盜賊皆投靠關羽，一時威震華夏。關羽再派兵圍攻襄陽，荊州刺史胡修、南鄉太守傅方遂降。十月，陸渾變民孫狼亦殺縣政府主簿，投靠關羽，關羽命其作遊擊工作。當時，劉備軍之南郡太守麋芳在江陵，將軍士仁屯公安，素來皆嫌關羽輕己。麋芳、士仁供給軍資不悉相及關羽大軍所需，關羽言：「還當治之」，二人咸懷懼不安。

### 大軍鎮壓
孫權大將呂蒙以治疾爲名，退還建業，改代以「意思深長，而未有遠名」之陸遜。關羽意大安，無復所嫌，果然稍撤後備兵以赴樊城前線，後方南郡空虛。
此時，曹操欲遷漢獻帝離許都，避關羽之銳氣，但司馬懿與蔣濟勸阻，他們指出孫權可以牽制關羽。十月，孫權見關羽勢力已經難以控制，也向曹操表示願意討伐關羽。當時關羽面對大軍降於自己帳下，糧食供應出現問題，所以于闰十月派人搶奪孫權的湘關米糧。所以曹操派人連絡孫權，叫其出兵偷襲關羽後防。曹操將駐守宛城的徐晃、豫州的呂貢、兗州的裴潛及曹植作援軍，再將張遼從合肥調往樊城以抗關羽，自己亦親征。但行軍之日，曹植被曹丕灌醉，無法出兵。魏謀臣桓階認為，曹仁、呂常便足以抵抗關羽，曹操遂至摩陂停下，派將領朱蓋、殷署率十二隊部隊增援徐晃。為了拉攏孫權，曹操也答應割讓漢水以南的襄陽等地，並撤走在合肥、居巢的軍隊，讓孫權偷襲時可以無後顧之憂。原先駐居巢的夏侯惇來到摩陂與曹操會合。

### 白衣渡江
曹操撤走合肥、居巢等地的军队后，孙权问吕蒙能否先夺取徐州再袭取荆州。吕蒙认为虽然可以顺利攻克徐州，但曹操会来争夺，两军相持会牵制东吴很多军力，认为应该袭取关羽，全据长江。孙权听从。
閏十月，已下決心爭奪荊州的孫權決定征討關羽，先派呂蒙攻打南郡公安、江陵。呂蒙以數萬精兵埋伏於船，部分則假扮商人，漢軍士兵不覺有詐，吳軍襲取江邊屯候，將烽火臺所有士兵縛好，並悄悄地襲取劉備所部之荊州，故關羽未知荊州遭襲。
呂蒙順利到達南郡公安，守將士仁闭门不纳，虞翻试图说服，士仁起初也不见，但最终因虞翻说“烽火台、斥候不及反应，必有内应”，相信了自己坚守无益而投降。虞翻认为士仁不可信，建议让吴军守公安，带着士仁前去江陵。麋芳看到吴军和士仁后，以牛酒开门投降。城里还有守军意图埋伏，但虞翻提醒吕蒙赶紧入城接管各门钥匙，遂未果。呂蒙優待荊州百姓，下令軍隊不可擅取百姓東西，並發放荊州內的儲備軍糧供給當地百姓，得到民眾讚許。

### 敗走麥城
孙权告知曹操自己将袭击荆州时，希望曹操保密，以免关羽有防备。曹操的谋臣们也多认为应该保密。但董昭指出任由孙权顺利夺取荆州不是上策，为了振作守军士气和动摇关羽军心，应该表面答应孙权保密，其实把消息告诉襄樊守军和关羽，尽管料定关羽不会因此撤军，但即使撤军亦能让襄樊解围而对曹魏无害，由此坐视关羽和孙权互相残杀。曹操采纳，于是曹军把孙权的手书用箭射给樊城守军。樊城守军果然士气大振，关羽虽然得知孙权手书有意偷袭自己，但其认定江陵和公安守御坚固、尚未收到遇袭警报以及预料樊城早晚可以攻克而没有撤军。
包圍襄樊的關羽與曹魏援軍徐晃交戰，接連遭到擊敗，降劉備的荊州刺史胡修、南鄉太守傅方戰死，時為閏十月初九（12月3日）。但关羽有船而徐晃没有船，所以虽然樊城解围，但襄阳仍然被关羽围困无法与曹军沟通。
十一月，陸遜攻陷秭歸、枝江、夷道，守長江西陵峽口。期間，宜都太守樊友逃跑，房陵太守邓辅、南乡太守郭睦、秭归大姓（有势力的平民）文布、邓凯皆被陆逊大败，关羽从三峡逃入益州的道路断绝。關羽辎重也被孙权袭击，于是放弃围攻襄阳而撤军。曹仁等认为追杀关羽可以擒获，但赵俨认为曹操的意思应该是坐視孫劉相鬥，以防孫權轉攻曹操。随后曹操果然疾敕曹仁不要追杀。关羽得知荊州後方已失，也知道自己亲自打造的江陵城坚固难攻，只得退守麥城。期间關羽派使者与吕蒙交涉，吕蒙故意让使者们知道自己善待荆州军的家属，关羽部下士卒多是荆州人，因而無心戀戰，紛紛逃亡，抵達麥城時，士卒只餘下不足數百人。但後世田福生推算，關羽敗退至麥城時，軍隊應當還有2萬左右。因為根據麥城的規模，加上城外有數萬吳軍圍困，僅僅幾百人，無法固守麥城一個月。曹仁等军则因收到曹操的命令而没有追杀关羽。
十二月，關羽决定突圍，希望能回到益州。關羽在城上立幡旗、做假人，假裝投降，突圍而出，走臨沮小路，「兵皆解散，尚十餘騎」。吳範為孫權占卜，認為關羽是詐降。關羽在夾石被吳軍馬忠部的絆馬索所重傷，最後在章鄉被馬忠部下所擒，被孫權斬殺。至此，孫權得南郡、武陵郡及零陵郡，佔有荊南，襄樊之戰正式结束。

## 后续影響
如前所述，曹軍解襄樊之圍後未有反攻。孙权在杀了关羽后，将关羽首级送给曹操（有一說是为了嫁祸給曹操），曹操以諸侯之禮隆重厚葬了关羽首級，孙权也以诸侯礼葬关羽尸体。忠于刘备的荆州地方官樊伷、习珍等的起事亦被孙权镇压。
220年，呂蒙去世。同年正月，曹操去世，曹丕继魏王位，是年篡汉，建立魏朝。孙权的军队路过襄阳、樊城，曹丕误以为孙权会攻打自己，而襄樊已经没有粮食无法抵御，于是命曹仁烧毁二城弃城而去，但当时孙权欲交好曹丕并没有立即占领，曹丕因而后悔。及后没有城防的襄阳仍为孙权所占，虽然曹操生前曾答应割让襄阳给孙权，但不久曹丕就以孙权未得自己批准就擅自夺取襄阳为由派曹仁、徐晃夺回了襄阳。
221年，刘备称帝，建立蜀汉，决定起兵伐吴。是年，张飞被部将所害。刘备不听众臣劝告，坚持伐吴，是为夷陵之战，起初进军顺利，但东吴大都督陆逊采取坚守不战的策略，蜀漢进军困难。最后于222年被陆逊用火攻击败，退至永安，223年托孤于诸葛亮后去世。之后，蜀吴关系缓解，終朝不再有大戰。之后东吴意图脱离和曹魏的臣属关系，也遭到曹魏讨伐，虽然退敌，但也意识到无力应对魏蜀轮番进攻而恢复和蜀汉联盟抗曹。
而此战役对蜀国未来命运走向也影响巨大，由于诸葛亮的隆中对逐鹿中原第一步是以荆襄为根据地，再取四川，若“天下有變，則命一上將將荊州之軍以向宛、洛，將軍身率益州之衆出於秦川”双线打击魏国，但荆襄失去后，变成后来诸葛亮北伐的只能单线作战，加上川中地形复杂，粮草难以供给前线，导致后来蜀国北伐屡屡无功而回。
255年的淮南二叛，王朗之子王肅向司馬師進言時亦引用此戰的關羽軍士形容毌丘儉的處境，司马师因而通过掌控淮南将士家属最终击破了毌丘俭、文钦的军队。

## 參戰人物
| 曹魏 - 漢丞相冀州牧曹操（洛陽援軍，到摩陂停留） - 丞相軍司馬司馬懿 - 丞相主簿西曹屬蔣濟 - 虎賁中郎將侍中桓階 - 前將軍夏侯惇 - 征南將軍曹仁（守樊城） - 汝南太守滿寵（守樊城） - 議郎趙儼 - 立義將軍龐德（兵敗被殺） - 董衡、董超（欲投降蜀漢被斬） - 成何 - 平狄將軍呂常（守襄陽） - 荊州刺史胡修（投降蜀漢，後來戰死） - 南鄉太守傅方（投降蜀漢，後來戰死） - 左將軍于禁（投降蜀漢） - 護軍浩周（關羽所俘） - 軍司馬東里袞（關羽所俘） - 平寇將軍徐晃（宛城援軍） - 徐商、呂建 - 呂貢（豫州援軍） - 兗州刺史裴潛（兗州援軍） - 殷署、朱蓋（增援徐晃） - 征東將軍張遼（合肥援軍，未到） - 李緒 | 孫吳 - 大督呂蒙 - 盪寇將軍蔣欽 - 偏將軍右部督陸遜 - 李異、謝旌 - 偏將軍潘璋 - 司馬馬忠 - 偏將軍朱然 - 中郎將韓當 - 騎都尉虞翻 - 騎都尉是儀 - 中司馬諸葛瑾 - 武衛都尉孫桓 - 征虜將軍孫皎（後備部隊） - 平南將軍呂範（防守建業） - 太史令吳範（占卜） - 偏將軍全琮（献计，未参战） | 蜀漢 - 前將軍關羽（兵敗被殺） - 將軍關平（兵敗被殺） - 都督趙累（東吳所俘，後事不詳） - 荊州主簿廖化（投降東吳，後詐死逃歸） - 荊州治中從事潘濬（投降東吳） - 民變首領孫狼（陸渾變民，歸順關羽） - 南郡太守麋芳（守江陵，投降東吳） - 將軍士仁（守公安，投降東吳） - 宜都太守樊友（棄城逃走） - 房陵太守鄧輔（大敗，後事不詳） - 南鄉太守郭睦（大敗，後事不詳） - 零陵太守郝普（投降東吳） - 武陵從事樊伷（兵敗被殺） - 振威將軍劉璋（投降東吳） - 子劉闡（投降東吳） - 將軍詹晏（大敗，後事不詳） - 將軍陳鳳（投降東吳） - 文布（秭歸大姓，投降東吳） - 鄧凱（秭歸大姓） - 將軍習珍（自殺） - 副軍將軍劉封（拒援關羽，後引咎被殺） - 將軍孟達（拒援關羽，投降曹魏） - 上庸太守申耽（投降曹魏） - 西城太守申儀（投降曹魏） |

### 分歧记载
东吴张俨《默记》称关羽围攻襄阳时“乐进、徐晃等为救，围不即解”，但当时乐进已经去世；《通典》载徐晃守襄阳，亦误。

## 後世評論

### 劉備反應
章太炎在所著的《訄書》中認為，荊州之失，關羽自负難辭其責，自身也為孫權所殺。但半年的攻防戰中，蜀中竟不派兵往援，任其覆滅：「關羽，世之虎臣，……功多而無罪狀，除之則不足以厭人心，不除則易世所不能御」，認為諸葛亮因關羽破壞隆中對所需要的「聯吳抗曹」政策，「故不惜以荊州之全土假手於吳，以隕關羽之命。」但失去荊州及數萬將士，無論對劉備集團還是對諸葛亮的隆中對都是重大打擊，且並無記載能證明諸葛亮明知孫權有異動而不作為，或其能不經過劉備而自行決定是否出兵援助關羽。關羽除在北伐初期連戰連捷時曾向劉封、孟達請求增兵外，並未求援於益州，且呂蒙襲取荊州在建安二十四年閏十月，劉備部下宜都太守樊友等逃走在十一月，陸遜即佔領秭歸，道路斷絕，劉備方已難派出援軍，而此時距十二月關羽敗亡只有一個月了。后来章太炎又称自己“少时所称云尔，晚涉季世，益窥古人用心”，承认自己当初阅历不够，臆猜了古人，认为关羽虽然未能较好地落实蜀吴联盟，但“其才可辅而用也”，刘备、诸葛亮没有除掉他的理由。
得知关羽死讯后，魏国廷臣讨论刘备是否会为关羽报仇，群臣都认为蜀国实力弱小，唯一的名将关羽死后将不会采取行动，只有刘晔认为刘备一定会为“義為君臣，恩猶父子”的关羽起兵报仇。

### 曹操戰略
宋末元初胡三省認為：徐晃營迫關羽圍如此而不能制，即使呂蒙不襲取江陵，羽亦必爲曹操所破，而操假手於蒙者，欲使兩寇自敝，而坐收漁人、田父之功也。

### 孫權破盟
明代鍾惺認為，孫權呂蒙攻破劉備，使曹操得利，最終大勢三家歸晉，孫吳得不償失。

## 時下引用
此戰在光榮的真·三國無雙2中開始為可玩關卡。